# Trentepohlia (Mongoma) distalis
Trentepohlia (Mongoma) distalis is een tweevleugelige uit de familie steltmuggen (Limoniidae). De soort komt voor in het Oriëntaals gebied.